# Olivier Légipont
Olivier Légipont (né en 1698 à Soiron, près de Verviers, dans l’actuelle prov. belge de Liège ; mort en 1758 à Trèves, Allemagne) était un bibliographe bénédictin allemand d’origine wallonne. Son nom est également connu sous sa forme latinisée Oliverius Legipontus ou, plus particulièrement en Allemagne, sous la forme Oliver Legipont.

## Vie
Après avoir bénéficié d’une formation primaire par les frères franciscains de Verviers, il se rendit à Cologne en vue d’y poursuivre des études supérieures. Il rejoint, dans cette ville, l’abbaye de Saint-Martin-la-Grande, reçut la prêtrise en mai 1723, et obtint le grade de licencié en 1728.
Il fut chargé par la suite d’examiner et de mettre en ordre de nombreuses bibliothèques. Sa vie dès lors se confond avec une longue succession de voyages, le conduisant d’une bibliothèque à l’autre.
Il joua un rôle crucial dans la fondation d’une faculté bénédictine à l’Université de Heidelberg.

## Œuvres
La plupart de ses ouvrages sont restés inédits. Parmi ses œuvres imprimées, on peut citer :
- l’édition qu’il prépara de Historia rei litterariæ ord. Sti. Benedicti (1754-) de Magnoald Ziegelbauer ;
- Monasticum Moguntiacum (Prague, 1746) ;
- Dissertationes philologico-bibliographicæ (Nuremberg, 1747 ;
- Itinerarium peregrinationis nobilis (Augsbourg, 1751; version espagnole, Valence, 1759).

## Référence
- Allg. Deutsch. Biog., XVIII. 123.